# Saint-Laurent-de-la-Prée
Saint-Laurent-de-la-Prée település Franciaországban, Charente-Maritime megyében. Lakosainak száma 2285 fő (2022. január 1.). Saint-Laurent-de-la-Prée Breuil-Magné, Fouras, Saint-Nazaire-sur-Charente, Vergeroux, Yves és Port-des-Barques községekkel határos.

## Népesség
A település népessége az elmúlt években az alábbi módon változott:
| Lakosok száma | 857  | 1075 | 1256 | 1646 | 1980 | 2071 | 2114 | 2214 | 2264 | 2285 |
|               | 1968 | 1982 | 1990 | 2006 | 2013 | 2015 | 2017 | 2019 | 2020 | 2022 |